# Robert Vunderink

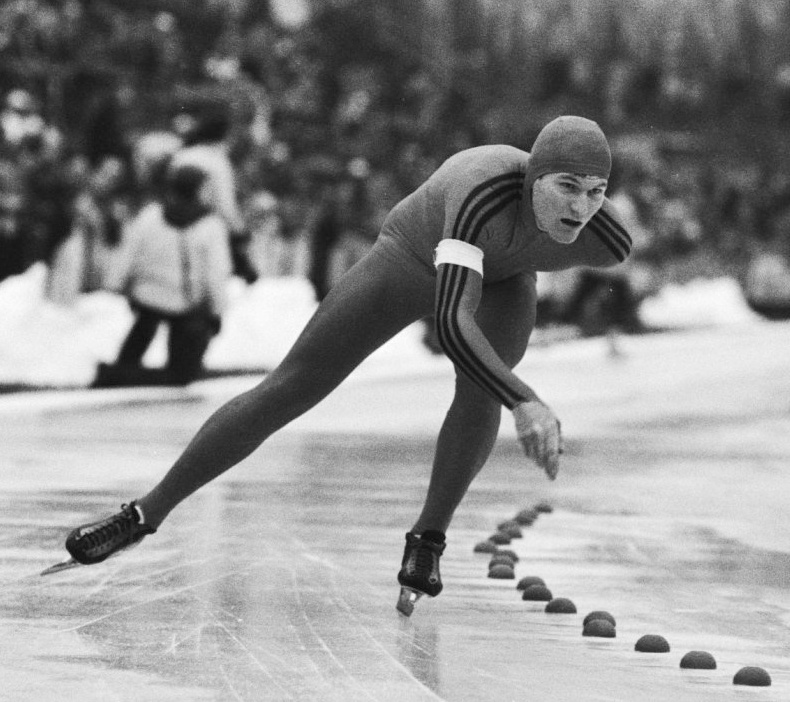
Robert Vunderink bij de NK allround in 1983

Robert Vunderink (28 augustus 1961) is een Nederlands oud-langebaanschaatser. Hij was gespecialiseerd in de lange afstanden.
Vunderink schaatste in de tijd van Hilbert van der Duim, Yep Kramer, Frits Schalij en Hein Vergeer. Hij deed zesmaal mee aan de NK Allround maar won nooit: wel won hij eenmaal zilver.
Op de NK Afstanden kwam Vunderink tienmaal uit. Hij won tweemaal goud op de 10.000 meter en veroverde ook drie keer zilver en drie keer brons op de langste afstanden.
In 1986 werd hij 3e op de Driedaagse van Ankeveen.
De Olympische Winterspelen van Sarajevo verliepen voor Vunderink, zoals voor de hele Nederlandse Olympische ploeg, teleurstellend. Hij werd veertiende en zeventiende op resp. de 5000 en de 10000 meter. Op 28 november 1988 verbeterde hij het werelduurrecord in Heerenveen. Hij reed een afstand van 39,98659 km. In 1992 viel hij op de 10.000 meter net buiten de Olympische medailles.
In 1991 won hij een gouden medaille in de World Cup, wederom op de 10.000 meter.

## Records

### Wereldrecords
| Nr. | Afstand         | Afstand      | Datum            | Baan       |
| --- | --------------- | ------------ | ---------------- | ---------- |
| 1.  | Werelduurrecord | 39.986,59 m* | 28 november 1988 | Heerenveen |

| * | = officieus wereldrecord |

## Resultaten
| Jaar | NK Afstanden    | NK Allround | EK Allround | WK Allround | Olympische Spelen     |
| ---- | --------------- | ----------- | ----------- | ----------- | --------------------- |
| 1981 |                 | 5e          |             |             |                       |
| 1982 |                 | 6e          |             |             |                       |
| 1983 |                 | Zilver      | 8e          |             |                       |
| 1984 |                 | 4e          | 15e         | -           | 14e 5000m 17e 10.000m |
| 1985 |                 | 5e          |             |             |                       |
| 1986 |                 | 11e         |             |             |                       |
| 1987 | 10.000m         |             |             |             |                       |
| 1989 | 5000m · 10.000m |             |             |             |                       |
| 1990 | 10.000m         |             |             |             |                       |
| 1991 | 5000m · 10.000m |             |             |             |                       |
| 1992 | 5000m · 10.000m |             |             |             | 4e 10.000m            |

## Persoonlijke records
| Afstand      | Tijd     | Datum            | Baan       |
| ------------ | -------- | ---------------- | ---------- |
| 500 meter    | 40,03    | 17 februari 1985 | Inzell     |
| 1000 meter   | 1.18,6   | 17 februari 1985 | Inzell     |
| 1500 meter   | 1.59,23  | 20 maart 1982    | Medeo      |
| 3000 meter   | 4.05,83  | 21 maart 1982    | Medeo      |
| 5000 meter   | 6.51,43  | 2 januari 1992   | Heerenveen |
| 10.000 meter | 14.02,34 | 1 december 1991  | Heerenveen |